# Dmitrijewka (rejon nikiforowski)
Dmitrijewka (ros. Дмитриевка) – osiedle typu miejskiego w Rosji, w obwodzie tambowskim, ośrodek administracyjny rejonu nikiforowskiego. W 2010 liczyło 8421 mieszkańców.